# スリランカのキリスト教
スリランカのキリスト教徒 (2012年国勢調査)
本項目ではスリランカのキリスト教について記述する。

## 植民地化以前のキリスト教
スリランカに初めてキリスト教が伝えられたのは、おそらく紀元72年であろうとされている。伝統的には使徒トマスが52年にインドのケーララ州を訪れ、インド経由で伝わったとされており、トマスがスリランカでも宣教を行なったとされている。また、ある研究では植民地化以前からトマス派とネストリウス派のキリスト教徒がスリランカに存在していたとされている。アヌラーダプラでは5世紀ごろのペルシアの十字架が残されており、考古学者はこれがポルトガル以前から国内にキリスト教が伝わっていた証拠だと主張している。また、バブニヤ近郊では洗礼池が発見され、アヌラーダプラ王国の前半にはキリスト教が伝来していたことを証明している。

## ローマ・カトリック
2012年に実施された国勢調査によると、1,237,038人（総人口の6.1%）がローマ・カトリックの信徒であり、国内のキリスト教徒人口のおよそ83.5%を占める。
ローマ・カトリックがポルトガルによってもたらされたため、現在でも国内の信徒の多くがポルトガル語由来の名字を使用している。17世紀にスリランカを訪れたオランダはポルトガルを追いだした後にプロテスタントを広めようとしたが、現在でも多くのキリスト教徒はカトリックのままである。現在、国内には1つの大司教区（コロンボ）が置かれ、その下に11の教区が存在する。
教区が存在する町は、アヌラーダプラ、バドゥッラ、バッティカロア、チラウ、ゴール、ジャフナ、キャンディ、クルネーガラ、マンナール、ラトゥナプラ、トリンコマリーの11都市である。

## カトリック以外
2012年に実施された国勢調査によると、カトリック以外の信徒数は272,568人（総人口の1.3%）であり、その多くは主流派に分類されるいくつかの宗派に属している。一方、主流派に属していない団体は「新しい教団」と呼ばれており、福音派に含まれるものもある。

### 主流派
どの教団を主流派と位置付けるかについては見解の相違があるが、主に聖公会、メソジスト教会、バプテスト教会などが挙げられる。セイロン聖公会はアングリカン・コミュニオンに属しており、南インド教会はジャフナ教区を置いている。聖公会は特定の地区においては強い影響力を有している。メソジストの宣教師は教育に熱心で187の学校を建設したが、その多くが政府に召し上げられたために現在は2校しか残っていない。メソジスト教会は国内に4万人の信徒を抱えており、200の教会と120名の牧師を擁する。特にモラトゥワやカトゥナーヤカ、ニゴンボなどで多く生活している。しかし、2005年からその翌年にかけて、国内で発生した反キリスト教暴力によりメソジスト教会は試練の時を過ごした。

### 非主流派・福音派
非主流派の教団の多くは攻撃的であるとみなされてきた。教団間の関わりはあまりないが、主流派の教団をキリスト教の代表とみなしていない点では共通している。また、その多くが福音派に含まれている。非主流派の教団が攻撃的な布教を始めるようになったのは1980年代半ば以降であり、社会福祉の分野でも活発な活動を行なっている。ただ、これらの教団は非常に不寛容で傲慢であるとしばしば批判されることがある。
一方、福音派の中で比較的長く存在する教団としては、改革派教会、アッセンブリーズ・オブ・ゴッド、救世軍などがある。

## 仏教徒との対立
スリランカにおける仏教徒とキリスト教徒との対立の歴史は長く、1883年には既に暴力的な対立が生じていた。この事件の背景にはシンハラ仏教ナショナリズムの高まりが存在していたが、その後攻撃の対象はタミル人へと移行し宗教間対立は比較的弱かった。一方、民族対立の影響はキリスト教徒内にも及び、同じキリスト教徒同士でもシンハラ人とタミル人の対立が深まっていった。
20世紀後半になると非主流派キリスト教団の活動が活発化し、それに対して仏教徒が警戒感を抱くようになった。その結果、キリスト教徒に対する暴力や教会の破壊などの事件も増加していった。これらの暴力の被害を受けたのはほとんどの場合、地方にある小規模の教会やその信徒であった。21世紀に入ると暴力はさらに増加し、キャンパス・クルセード・フォー・クライスト（CCC）なども標的とされた。
2003年12月、仏教徒の間で尊敬されていた僧侶ガンゴダウィラ・ソーマが旅行先で突然死した。彼はテレビに多く出演し、宗教間対立を煽るような発言を繰り返していたため、多くの仏教徒から支持を得ていた。その彼の突然死はさまざまな憶測を生み、その中には福音派キリスト教徒による謀殺説も含まれていた。民族的、宗教的な排他意識が高まった結果、キリスト教徒への暴力も増加し、2003年と2004年にはキリスト教徒に対する攻撃が100件以上発生した。